# Transkrypcja języka tybetańskiego
Transkrypcja języka tybetańskiego - sposoby oddania dźwięków języka tybetańskiego przy pomocy systemów pisma innych niż alfabet tybetański. Ze względu na fakt, iż ogólnie przyjęta przez tybetologów transliteracja Wyliego bardzo różni się od rzeczywistej wymowy, opracowano różne systemy transkrypcji w językach europejskich. W polskim piśmiennictwie, poza spotykaną jeszcze niekiedy transkrypcją angielską, stosuje się najczęściej polski zapis fonetyczny oparty na systemie zaproponowanym przez Stanisława Godzińskiego. W praktyce jednak zasady te stosowane są w sposób dość luźny, w zależności od wydawnictwa czy tłumacza. W rezultacie spotyka się cały szereg równoległych sposobów zapisu: Chenrezig, Chenrezi, Czenrezig, Cienrezig, Czenrezi itp. Spółgłoski przydechowe bywają oznaczane zarówno przy pomocy litery "h", jak i apostrofem "'" co również daje w efekcie sporą różnorodność: Tsongkhapa, Congkhapa,  Cong-K'a-pa, Cong-k'a-pa, Tsonkapa, Tsong Khapa itd.
| Transkrypcja angielska | Transkrypcja polska                |
| ---------------------- | ---------------------------------- |
| ch : Chenrezi          | cz/czi/ci : Czenrezi/Cienrezi itd. |
| gy : Namgyal           | gj/dzi : Namgjal /Namdzial         |
| j : dorje              | dzi/dż : dordzie/dordże            |
| sh : Sherab            | si/sz : Sierab/Szerab              |
| ts : Gyatso            | c : Gjaco                          |
| w : phowa              | ł: phoła                           |